# تشارلي إيدن
تشارلي إيدن (بالإنجليزية: Charlie Eden)‏ هو لاعب كرة قاعدة أمريكي، ولد في 18 يناير 1855 في ليكسينغتون في الولايات المتحدة، وتوفي في 17 سبتمبر 1920 في سينسيناتي في الولايات المتحدة.

## وصلات خارجية
- تشارلي إيدن على موقعبيزبول رفرنس.كوم (الدوري الرئيسي) (الإنجليزية)
- تشارلي إيدن على موقعبيزبول رفرنس.كوم (الدوري الثانوي) (الإنجليزية)